# Wydział Historyczny Uniwersytetu Jagiellońskiego
Wydział Historyczny Uniwersytetu Jagiellońskiego – jednostka organizacyjna Uniwersytetu Jagiellońskiego. Powstał w 1992 w wyniku podziału Wydziału Filozoficzno-Historycznego na dwa osobne Wydziały (drugim był Wydział Filozoficzny). Pierwszym dziekanem wydziału był dr hab. Maciej Salamon.

## Kierunki kształcenia
- archeologia (studia I i II stopnia)
- etnologia i antropologia kulturowa (studia I i II stopnia)
- historia (studia I i II stopnia)
- historia sztuki (studia I i II stopnia)
- ochrona dóbr kultury (studia I i II stopnia)
- judaistyka (studia I i II stopnia)
- muzykologia (studia I i II stopnia)

## Struktura organizacyjna

### Instytut Archeologii
Dyrektor: prof. dr hab. Paweł Valde-Nowak
- Zakład Archeologii Epoki Kamienia
- Zakład Archeologii Epoki Brązu
- Zakład Archeologii Epoki Żelaza
- Zakład Archeologii Średniowiecza i Czasów Nowożytnych
- Zakład Archeologii Egiptu i Bliskiego Wschodu
- Zakład Archeologii Klasycznej
- Zakład Archeologii Nowego Świata
- Stanowisko Dokumentacji Rysunkowej

### Instytut Etnologii i Antropologii Kulturowej
Dyrektor: dr hab. Stanisława Trebunia-Staszel
- Zakład Teorii i Antropologii Kultury
- Zakład Teorii Muzealnictwa i Dokumentacji Etnograficznej
- Zakład Stosunków Etnicznych w Europie
- Zakład Kultur Regionów

### Instytut Historii
Dyrektor: dr hab. Janusz Mierzwa, prof. UJ
- Zakład Historii Starożytnej
- Zakład Historii Bizancjum
- Zakład Historii Polski Średniowiecznej
- Zakład Historii Powszechnej Średniowiecznej
- Zakład Historii Polski Nowożytnej
- Zakład Historii Powszechnej Nowożytnej
- Zakład Historii Polski Nowoczesnej
- Zakład Historii Powszechnej Nowoczesnej
- Zakład Historii Polski Najnowszej
- Zakład Historii Powszechnej Najnowszej
- Zakład Historii Europy Wschodniej
- Zakład Historii Gospodarczej i Społecznej
- Zakład Antropologii Historycznej
- Zakład Historii Kultury i Edukacji Historycznej
- Zakład Nauk Pomocniczych Historii
- Zakład Dziejów Historiografii i Metodologii Historii
- Zakład Archiwistyki i Metod Kwantytatywnych

### Instytut Historii Sztuki
Dyrektor: dr hab. Marek Walczak
- Zakład Sztuki Średniowiecznej i Bizantyńskiej
- Pracownia Sztuki Bizantyńskiej
- Zakład Historii Sztuki Nowożytnej
- Zakład Historii Sztuki Nowoczesnej i Najnowszej
- Zakład Teorii Sztuki i Ochrony Dóbr Kultury
- Biblioteka im. Prof. Lecha Kalinowskiego
- Fototeka
- Międzyuczelniane Centrum Badań Witrażowych

### Instytut Judaistyki
Dyrektor: dr hab. Maciej Tomal, prof. UJ
- Zakład Historii Żydów
- Zakład Kultury Żydów
- Zakład Historii Judaizmu i Literatur Żydowskich
- Pracownia Badań nad Historią i Kulturą Żydów w Polsce i Relacjami Polsko-Żydowskimi im. Marcella i Marii Roth
- Ośrodek Studiów nad Historią i Kulturą Żydów Krakowskich
- Pracownia Badań nad Współczesnym Izraelem oraz Relacjami Polsko-Izraelskimi im. Teodora Herzla i Ozjasza Thona w Instytucie Judaistyki Uniwersytetu Jagiellońskiego

### Instytut Muzykologii
Dyrektor: dr hab. Piotr Wilk
- Zakład Historii Muzyki Dawnej
- Zakład Metodologii i Historii Muzyki XIX-XXI w.
- Zakład Myśli o Muzyce i Recepcji Muzyki
- Biblioteka i Fonoteka
- Ośrodek Dokumentacji Muzyki Polskiej XIX i XX wieku im. I. J. Paderewskiego

## Poczet dziekanów
1. dr hab. Maciej Salamon (1992–1996)
2. prof. dr hab. Andrzej Chwalba (1996–1999)
3. prof. dr hab. Piotr Kaczanowski (1999–2005)
4. prof. dr hab. Andrzej Kazimierz Banach (2005–2012)
5. prof. dr hab. Jan Święch (2012–2020)
6. prof. dr hab. Stanisław A. Sroka (od 2020)

## Władze Wydziału
W kadencji 2024–2028
| Stanowisko                 | Imię i nazwisko                  |
| -------------------------- | -------------------------------- |
| Dziekan                    | prof. dr hab. Stanisław A. Sroka |
| Prodziekan ds. ogólnych    | dr hab. Sławomir Sprawski        |
| Prodziekan ds. studenckich | dr hab. Anna Jakimyszyn-Gadocha  |